# Caldwells
Koordinaten: 40° 51′ N, 74° 17′ W

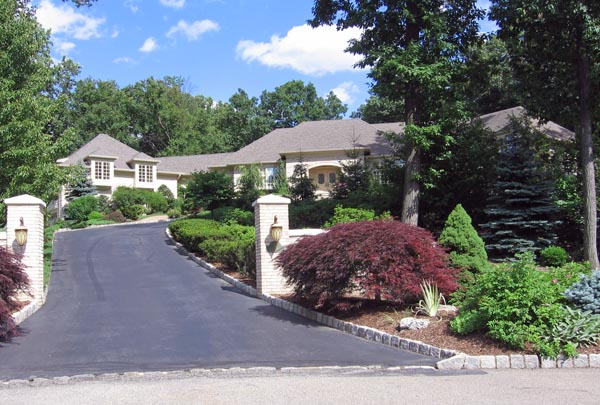
Wohnhaus in den Caldwells

Als Caldwells werden drei zusammenhängende Orte im Essex County von New Jersey genannt. Allen gemein ist, dass sie den Namen James Caldwells, einem amerikanischen Revolutionär, tragen. Obwohl die Orte heute unabhängig sind, werden sie im sprachlich oft zusammengefasst. Sie bilden eine bevorzugte Wohnlage am Rande der New York Metropolitan Area mit überdurchschnittlich hohem Haushaltseinkommen.
Zu den Caldwells zählen die Boroughs Caldwell und North Caldwell, sowie das Township West Caldwell. Gemeinsam mit dem heutigen Fairfield Township bildeten sie bis 1892 das Caldwell Township.

## Bedeutende Persönlichkeiten
Grover Cleveland, der 22. und 24. Präsident der Vereinigten Staaten, wurde im Caldwell Township geboren.